# Abderrahim Hamra
Abderrahim Hamra (en arabe : عبد الرحيم حمرة) est un footballeur algérien né le 21 juillet 1997 à Oran. Il évolue au poste de défenseur central à l'ASO Chlef.

## Biographie
En 2017, Abderrahime Hamra signe un contrat de prêt d'un an avec le DRB Tadjenanet,.
En 2018, il participe à la Coupe de la confédération avec le club de l'USMA. Il joue trois matchs dans cette compétition, qui voit l'USMA s'incliner en quart de finale face au club égyptien d'Al-Masry.
Lors de la saison 2019-2020, il participe à la Ligue des champions d'Afrique avec l'USMA. Il joue sept matchs dans cette compétition.
Le 24 août 2020, Hamra signe un nouveau contrat avec l'USM Alger, courant jusqu'en 2023.

## Palmarès
USM Alger
- Championnat d'Algérie (1) :
  - Champion : 2018-19.